# Álvaro de Bazán-klassen
Álvaro de Bazán-klassen, (også benævnt F100-klassen), består af seks orlogsskibe klassificeret som fregatter i Armada Española. Fire enheder er indgået i tjeneste mellem 2002-2006 og de to resterende skibe forventes at indgå mellem 2012-13. Skibene er konstrueret til at kunne håndtere trusler fra alle tre dimensioner, men fokus ligger dog uden tvivl på luftforsvar.
Til at løse denne opgave er disse enheder blevet udrustet med AEGIS-systemet som de første enheder i Europa.

## Historie
I starten af 1980'erne indgik Spanien i NATO Frigate Replacement for 90's projektet, forkortet NFR-90, som havde til mål at udvikle et fregatdesign til alle otte deltagende NATO-medlemmer. På grund af større uoverensstemmelser mellem medlemslandende blev projektet indstillet i 1989. USA valgte derefter at koncentrere sig om deres eget projekt som mundede ud i Arleigh Burke-klassen, hvorimod Storbritannien, Frankrig og Italien lancerede deres eget projekt der resulterede i henholdsvis Daring- og Horizon-klassen. De resterende fire lande lande: Spanien, Tyskland, Holland og Canada valgte at undersøge muligheden for selv at skabe et projekt på et nationalt grundlag. Til sidst blev Spanien, Tyskland og Holland enig om at oprette et trilateralt firma, der skulle stå for udviklingen af endnu et nyt fregatdesigns. Navnet på firmaet blev Trilateral Frigate Cooperation (TFC). I Tyskland blev resultatet Sachsen-klassen og i Holland byggede man De Zeven Provinciën-klassen.
Kontrakten på konstruktionen af de 4 første skibe blev tildelt værftet Izar i Ferrol. Da dette selskab i 2005 kom i finansielle vanskeligheder blev opgaverne videreført til Navantia som kunne færdiggøre arbejdet på samme sted.
Alle tre fregatter der blev resultatet af Trilateral Frigate Cooperation's er alle officielt klassificeret som fregatter, men på grund af deres størrelse og bevæbning kunne de også være klassificeret som destroyere.
Fire skibe er i operativ brug, yderligere et skib er under opførelse og et sidste skib er under overvejelse.
Skibene hører alle under 31. eskorteeskadre.

## Teknik

### Platformen
Skibenes længde ved vandlinjen er 133,2 meter og over alt er længden 146,72 meter. Bredden ligger på 17,50 meter ved vandlinjen og 18,60 meter over alt. Skibene stikker 4,75 meter og har et deplacement på 5.800 tons.
En minimal besætning vil bestå af 202 personer og normalt af 229 mand. Maksimalt kan skibene medbringe 250 personer.

### Fremdrivning
Under udviklingsfasen af Álvaro de Bazán-klassen blev fordele og ulemper ved tolv forskellige fremdrivningssystemer vurderet. Valget faldt til sidst på CODAG-konceptet (COmbined Diesel And Gas). Som navnet antyder, er klassen udstyret med dieselmotorer der kan bruges til brændstoføkonomisk sejladser og forlægninger. Hvis behovet for høj fart opstår kan man starte skibets to gasturbiner og opnå en høj ydelse, men til gengæld med en noget dårligere brændstoføkonomi. Ulempen ved CODAG-systemet er dog at fire forskellige stærke motorer trækker på kun to aksler og dermed er der behov for meget komplekse og tunge gear.
Álvaro de Bazán-klassen er udstyret med to Caterpillar dieselmotorer, hver med en ydelse på 4,5 MW og to LM-2500 gasturbiner fra General Electric der hver yder 18. Disse fire motorer og turbiner kører på to aksler, der hver sætter en controlable pitch skrue i bevægelse. Højeste fart med begge hovedmotorer og gasturbiner giver en maksimal fart på 29 knob. Den højeste fart ved brug af hovedmotorer alene er på 18 knob og med en rækkevidde på 5.000 sømil.

### Stealth
Álvaro de Bazán-klassen er bygget med tanke på stealth teknologi. Det betyder at skibene er designet således at det gør detektion sværest muligt. Et centralt punkt er reduktionen af skibenes radartværsnit (Eng: Radar Cross Section, RCS). Ved reduktion af RCS bliver radarbølgernes refleksioner enten dæmpet, kastet i en anden retning end den de kom fra eller begge dele, således at fartøjet ikke kan ses på radar. For at dette kan lade sig gøre må alle sider af skroget være vinklet i skæve former og være belagt med en speciel belægning. Selv missilsystemer, kanoner og RHIBs om bord på skibet skal være bag afskærmning for at undgå refleksioner. Et andet punkt er reduktionen af skibes varmeudstråling som kan spores ved hjælp af infrarøde sensorer. Hovedproblemet ved varmeudstråling er skibets udstødning, som bliver ført igennem et kompliceret system der blander kold luft ind i udstødningen inden den udledes igennem skorstenen. Moderne stealthskibe er, af medierne, udråbt som værende totalt usynlige, det er dog ikke muligt at gøre et skib fuldstændig usynligt, som det eksempelvis er næsten lykkedes at gøre med det amerikanske B-2 Spirit. Skibe befinder sig ofte på månedlange deployeringer og er konstant udsat for saltvand som er hårdt for skibenes skrog. Derudover benytter militære fly ofte speciel radarabsorberende maling der umiddelbart ikke kan benyttes af skibe.

### Elektronik
Skibets operative hjerne er AEGIS-Kampsystemet fra det amerikanske firma Lockheed Martin. AEGIS er et integreret kommando-, ildledelses- og kampinformationssystem. Systemet er i stand til at finde, spore og føre ildledelse mod luft- og sømål. Desuden er systemet i stand til at udveksle informationer med andre AEGIS-udrustede enheder. De centrale komponenter i systemet er skibets operationsrum og AN/SPY1D-3D multifunktionsradaren. AN/SPY1 giver med sine fire store, flade og statiske antenner et karakteristisk udseende. Teknisk set er der tale om en Phased Array-antenne. Dette eliminerer hehovet for mekaniske dele, hvilket mindsker vedligeholdelsen og har en evne til simultant at spore over 200 spor på ud på afstande, afhængigt af RCS, på flere hundrede kilometer. Álvaro de Bazán var det første europæiske skib såvel som den første fregat der blev udrustet med SPY1-systemet og AEGIS.
Af andre sensorsystemer om bord kan nævnes Raytheon AN/SPS-67 Overfladevarslingsradar såvel som en Thales Scout navigationsradar. Klassen er desuden udrustet med Link 11 såvel som Satellitkommunikationsudstyr. Til ubådsjagt er skibene udstyret med en skrogmonteret sonar af typen AN/SQS-56 også fra Raytheon. Sonaren er lavfrekvent og kan arbejde både aktivt og passivt.

#### Modifikationer
De to sidste skibe, F105 Roger de Lauria og F106 Juan de Austria, fik opgraderet deres AN/SPY-1D radarsystemer, til det forbedrede AN/SPY-1D(V). Opgraderingen forbedre radarens ydeevne i kystnære farvande. En opgradering af de ældre skibes radarsystemer er endnu ikke planlagt.

## Bevæbning

### Missiler
Skibenes hovedbevæbning består af det amerikanske Mk.41 Vertical Launching System (VLS) med 48 celler. Dette system er i stand til at affyre SM-2, ESSM og BGM-109 Tomahawk. Halvdelen af cellerne, 24 styk, bliver benyttet til SM-2 missiler. Missilet benyttes primært til at angribe luftmål på lange afstande, men kan også benyttes mod sømål. Kun 12 af cellerne er udset til ESSM. ESSM kan dog i Mk.41-systemet quadpackes, hvilket vil sige at der kan anbringes 4 missiler i hver af de 12 celler, hvilket betyder at klassen udrustes med 48 Evolved Sea Sparrow Missiler. ESSM er også et luftforsvarsmissil, dog med væsentligt kortere rækkevidde end SM-2 missilet. De sidste 12 celler er reserveret til Tomahawk-krydsermissiler. Alt efter behovet kan sammensætningen af missiler dog ændres.
Specielt til bekæmpelse af sømål er skibene også udrustet med 8 Harpoon antiskibsmissiler placeret i 2 firedobbelte affyringssystemer. Derudover findes der til bekæmpelse af ubåde også 2 dobbelte Mk.32 Mod.9 Torpedorør til 12 Mk. 46 Letvægtstorpedoer.

### Artilleri
På fordækket findes hovedbestykningen. På Álvaro de Bazán-klassen er der tale om en BAE Mark 45 127 mm kanon fra BAE Systems (tidligere United Defense). Med denne forholdsvise store kaliber kan man effektivt engagere sø-, luft- og landmål da kanonens rækkevidde er over 24 kilometer. Det er endda muligt at anvende raketammunition, hvilket betyder at kanonens rækkevidde kan øges til over 100 kilometer. Det spanske DORNA ildledelsessystem til Mark 45 kanonen består af et IR- og TV-kamera, en ildledelsesradar og en laserafstandsmåler.
Som en sidste forsvarslinje mod missiler findes der desuden en 20 mm Meroka 2B CIWS. Rækkevidden på dette system er cirka 2.000 meter.
Som anslaget på USS Cole i Yemen viste, består en betydelig trussel i kystnære farvande af små hurtiggående fartøjer. For at undgå sådanne angreb er alle skibene i Álvaro de Bazán-klassen udstyret med to spanske 20 mm maskinkanoner.

### Helikopter
Skibene er udrustet med en amerikansk helikopter af typen Sikorsky SH-60B LAMPS III Seahawk. Til dette formål er skibet udstyret med en 26,4 meter lang helipad agter og umiddelbart foran denne findes en hangar. Seahawk-helikopteren kan blandt andet anvendes til antiubådskrigsførelse og kan derfor udrustes med sonarbøjer, MAD og antiubådstorpedoer. Da helikopteren ikke umiddelbart kan være i hangaren, er helikopteren fremstillet således at rotor og hale kan foldes sammen.

### Forsvar mod missiler og torpedoer
Til at forsvare sig mod missiler kan skibene benytte aktivt fosvar (ESSM, Meroka CIWS) eller passivt forsvar som eksempelvis et missilvildledningssystem af typen Mk 36 SRBOC mod Radar- und IR-styrede missiler. Til at forsvare sig mod torpedoer befinder der sig et AN/SLQ-25 Nixie torpedovildledningssystem.

## Skibe i klassen
Skibene har basehavn i Ferrol, hvor deres deres værft også er placeret. Fire af skibene er navngivet efter succesfulde spanske admiraler; Álvaro de Bazán, Blas de Lezo, Méndez Núñez und Juan de Austria. Skibet Juan de Borbón er navngivet efter den retmæssige tronfølger til Spanien, der aldrig blev kronet på grund af Francisco Francos diktatur og overlod sin, aldrig erhvervede, trone til sin søn Juan Carlos I. Det femte skib er navngivet Cristóbal Colón (spansk for Christoffer Columbus) som var en genovesisk søfarer i spansk tjeneste, i almindelighed kendt for opdagelsen af Amerika.
| Pennant | Navn                     | Kølen lagt       | Søsat             | Indgået            | Skæbne           | Kaldesignal |
| ------- | ------------------------ | ---------------- | ----------------- | ------------------ | ---------------- | ----------- |
| F101    | Álvaro de Bazán          | 14. juni 1999    | 31. oktober 2000  | 19. september 2001 | I tjeneste       | EBDA        |
| F102    | Almirante Juan de Borbón | Oktober 2001     | 28. februar 2002  | 3. december 2003   | I tjeneste       | EBDB        |
| F103    | Blas de Lezo             | 28. februar 2002 | 16. maj 2003      | 16. december 2004  | I tjeneste       | EBDC        |
| F104    | Méndez Núñez             | 16. maj 2003     | 12. november 2004 | 21. marts 2006     | I tjeneste       | EBDD        |
| F105    | Cristóbal Colón          | 27. juni 2007    | 5. november 2010  | Forventet 2012     | Under udrustning | EBDE        |

## Eksport
- I 2000 bestilte Sjøforsvaret fem fregatter af Fridtjof Nansen-klassen. Der var tale om en mindre udgave af Álvaro de Bazán-klassen. Blandt andet blev SPY1-radaren indkøbt i en mindre version (Spanien købte SPY1D og Norge købte den mindre SPY1F). Fire af de fem norske enheder er i tjeneste og den sidste enhed forventes at indgå i løbet af 2010. Den oprindelig ide var at bygget nogle af skibene i Norge, men dette blev droppet på grund af budgetoverskridelser.

- I 2007 blev det overraskende offentliggjort at Álvaro de Bazán-klassens design var valgt som grundlag for den nye australske destroyer af Hobart-klassen. De tre australske skibe skal bygges i Australien med spansk hjælp og forventes at indgå i tjeneste mellem 2014-17.